# Bataille de Metemma
Guerre des Mahdistes (1881-1899)
Batailles
- Aba
- El Obeid
- Première bataille d'El Teb
- Deuxième bataille d'El Teb
- Tamai
- Trinkitat
- El Eilafun
- Abu Klea
- Abu Kru
- Khartoum
- Kirbekan
- Hashin
- Tofrek
- Ginnis
- Metemma
- Toski
- Agordat
- Barca
- Tokar
- Serobeti
- Agordat
- Kassala
- Gulusit
- 1er Sebderat
- 2e Sebderat
- Mokram
- Tucruf
- Firkat
- Hafir
- Bedden
- Redjaf
- Abu Hamed
- Atbara
- Omdurman
- Fachoda
- Gedaref
- Roseires
- Umm Diwaykarat

La bataille de Metemma (connue également sous le nom de bataille de Gallabat) a lieu les 9 et 10 mars 1889 et oppose les forces mahdistes soudanaises aux forces éthiopiennes. Le Negusse Negest ,Yohannes IV, trouve la mort au cours de cette bataille.

La ville de Gallabat-Metemma à la frontière éthio-soudanaise

La bataille a lieu sur les sites de Gallabat (dans l’actuel Soudan) et de Metemma (dans l’actuelle Éthiopie) et porte souvent l’un ou l’autre de ces noms.

## Contexte
Lorsque les Mahdistes entrent en rébellion contre les Égyptiens, de nombreuses garnisons égyptiennes se retrouvent piégées sur le territoire soudanais. En conséquence, les Britanniques, qui soutiennent le gouvernement égyptien du Khédive, négocient un traité avec l’empereur Yohannes IV afin d’évacuer les garnisons égyptiennes vers Massawa à travers le territoire éthiopien. À la suite de cet accord, le Mahdi, le calife Muhammad Ahmad, considère les Éthiopiens comme des ennemis et envoie ses forces attaquer l’Éthiopie.
Les deux communes de Gallabat et de Metemma se situent sur la route marchande du Nil vers Gondar, l’ancienne capitale impériale ; et les Mahdistes utilisent ces villes comme base pour lancer leurs attaques contre l’Éthiopie. Celles-ci conduisent à la défaite des Mahdistes par Alula en 1885 à la bataille de Kufit.
Quelques années plus tard, le négus du Godjam, Tekle Haymanot (vassal de l’empereur Yohannes IV) défait les Mahdistes à Metemma en janvier 1887, et saccage la ville. L’année suivante, les mahdistes dirigés par Abu Anga repoussent les Éthiopiens de Metemma et prennent pour objectif la ville de Gondar. Tekle Haymanot engage le combat à Sar Weha, où il est sévèrement défait. Les Mahdistes continuent leur progression vers Gondar, et saccagent la ville. Les églises sont pillées et brûlées, de nombreux habitants sont réduits en esclavage
En dépit des dommages subis par la capitale historique, l’empereur Yohannes IV repousse l’échéance d’une contre-attaque, se montrant plus préoccupé par les visées de Ménélik, alors dirigeant du Choa. Il veut lancer une campagne contre ce dernier, mais le clergé et ses propres dirigeants d’armées le pressent de considérer la menace mahdiste en premier lieu et il finit par accepter les conseils.

## Le déroulement de la bataille

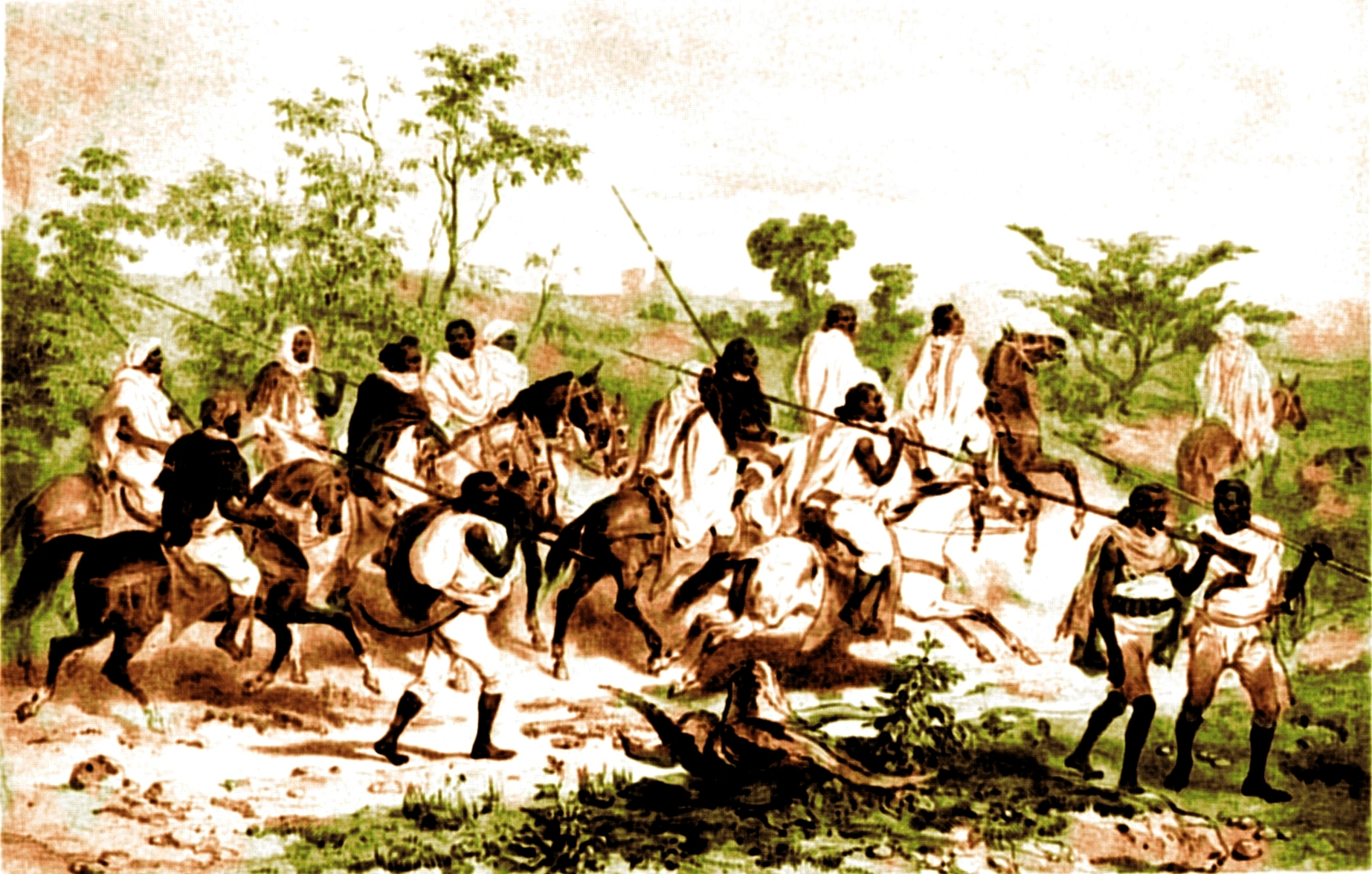
Cavaliers éthiopiens au début du XIXe siècle

Fin janvier 1889, Yohannes IV réunit une armée de 130 000 fantassins et 20 000 cavaliers à Dembiya. Les Soudanais réunissent une armée de 85 000 hommes et construisent des fortifications autour de Gallabat, entourant la ville d’une haute zeriba, une barrière faite de buissons épineux entrelacés, à la manière des barbelés modernes.
Le 8 mars 1889, l’armée éthiopienne arrive en vue de Gallabat, l’attaque a lieu dès le lendemain. Les ailes sont dirigées par les neveux de l’empereur, Ras Haile Maryam Gugsa sur l’aile gauche et Ras Mengesha Yohannes sur celle de droite. Les Éthiopiens arrivent à enflammer la zeriba, et, en concentrant leurs attaques en un point de la défense, arrivent à percer vers la ville à travers les lignes madhistes. La défense subit de lourdes pertes et est sur le point de s’effondrer, lorsque la bataille tourne soudainement à leur avantage.
L’empereur Yohannes IV qui mène son armée de front, reçoit une balle de sa main gauche qu'il retire, mais une seconde le frappe à mort en pleine poitrine. Il est ramené à sa tente où il meurt dans la nuit.  Avant sa mort, Yohannes IV demande aux nobles de reconnaître son fils, Ras Mengesha Yohannes, en tant que successeur. Les Éthiopiens démoralisés par la mort de leur dirigeant  commencent à se dissiper, laissant le terrain, et la victoire, aux Mahdistes.
Selon David L. Lewis, les Mahdistes n’avait pas connaissance de la mort de l’empereur avant que "la puanteur du corps impérial en décomposition (n')alerta un espion, et les Soudanais sur le point d’être défait sortirent avec fracas de la zariba pour disperser les Éthiopiens abattus comme des étourneaux." Quelques jours plus tard, le 12 mars, les forces du dirigeant mahdiste, Zeki Tummal, s’abattent sur les troupes de Ras Mangasha et Alula près de la rivière Atbara, alors en train d’escorter le corps de l’empereur en sécurité. Les Mahdistes infligent de lourdes pertes aux Éthiopiens et s’emparent du corps de l’empereur. Ils lui tranchent la tête et l’envoient à Omdurman comme trophée.

## Les conséquences
La mort de l’empereur est la cause d’une période de graves troubles politiques en Éthiopie. En dépit de la déclaration de l’empereur sur son lit de mort désignant son fils Ras Mengesha comme son héritier et bien qu'il ait demandé le soutien de Ras Alula et de la noblesse, Ménélik II est reconnu, quelques semaines après, comme nouvel empereur dans toute l’Éthiopie.
Pour les mahdistes, les conséquences sont également lourdes puisque de nombreux soldats et parmi les meilleurs périssent dans la bataille, affaiblissant sérieusement leur puissance militaire. Le Khalifa décide prudemment de stopper les attaques offensives contre l’Éthiopie, et le conflit se réduit par la suite à des attaques de petites échelles de part et d’autre de la frontière.